# Brethil
Brethil je les z fiktivního světa J. R. R. Tolkiena, který existoval v prvním věku a nacházel se v západním Beleriandu. Byl domovem Haladin – Druhého domu Edain. Les je popsán v Tolkienových knihách Silmarillion a Húrinovy děti.

## Geografie
Les Brethil se nachází v severovýchodní části západního Beleriandu mezi řekami Teiglinem a Sirionem. Brethil bývá počítán jako jeden z lesů Doriathského království, od většiny Doriathu jej odděluje řeka Sirion. Na severovýchodě za řekou Sirion hraničí se zemí Dimbar, na sever pak vede cesta směrem k Sirionskému průsmyku. Jihozápadní hranice lesa je tvořena Teiglinskou roklí, za ní se nachází Nargothrondská říše. Vstup do Brethilu ze západu zajišťují Brody přes Teiglin. Jižně od lesa se tyčí kopec Amon Rûdh. Přibližně v centru Brethilského lesa se nachází kopec Amon Obel.

## Role v příběhu

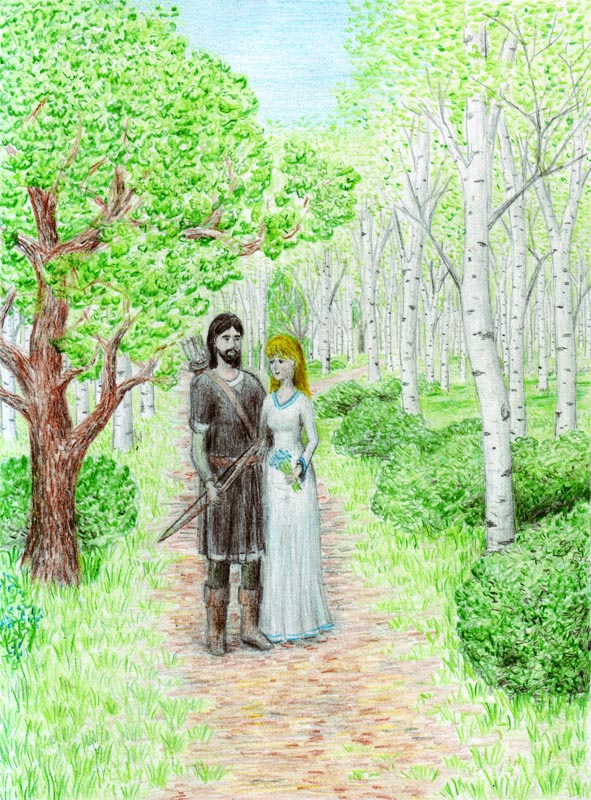
Túrin a Nienor v lese Brethilu – ilustrace Matěje Čadila

Brethil se po příchodu elfů do Beleriandu stal součástí království Doriath. Král Thingol jej zahrnoval pod svou moc, i když les nebyl součástí ochranného Melianina pásu a mohutná řeka Sirion jej oddělovala od zbytku říše. S příchodem prvních Edain se Thingol postavil k těmto nově příchozím s nedůvěrou a zakázal komukoliv z lidské rasy vstup do svých lesů. Lid Druhého domu Edain – Haladin vedeni svou paní Haleth doputoval po mnoha útrapách až do brethilského lesa, kde se znavení lidé usadili. U krále Thingola jim toto milosrdenství vyjednal Finrod Felagund. Doriathský král souhlasil s tím, že lid Haladin smí nadále bydlet v Brethilu, za to však měli proti skřetům a dalším Morgothovým stvůrám hlídat Brody přes Teiglin. Halethin lid si hlavní město Obel Halad vystavěl v centru lesa na kopci Amon Obel. Ve šťastných dnech před bitvou náhlého plamene, se děti náčelníka Haladin Halmira, Hareth a Haldir zasnoubili na velké hostině s dětmi Hadora Zlatovlasého, Galdorem a Glóredhel. Toto pouto utužilo spojenectví mezi oběma rody. Po Dagor Bragollachu přišli do Brethilu přeživší ženy a děti z Dorthonionu vedené Barahirovou ženou Emeldir Mužnou. Některé z nich u svých příbuzných zůstali, část však pokračovala dál přes hory do Dor-lóminu. Po pádu Orodrethovi pevnosti Minas Tirith, se Temný pán zmocnil Sirionského průsmyku a skřeti si troufali vyrážet a plenit stále jižněji. Lid Haladin se tak ocitl v první bojové linii a proti skřetím nájezdům vybojoval mnoho bitev. Brethilští muži často spolupracovali s doriathskými elfy, které vedl velitel Thingolových hraničářů Beleg Lučištník. Do páté bitvy Nirnaeth Arnoediad vedl Brethilské muže Halmirův syn Haldir. Brethilští v boji statečně kryli krále Fingona, avšak v prohrané bitvě téměř všichni včetně svého pána Haldira padli. Do Brethilu se z masakru na pláni Anfauglith vrátili se zprávou o kruté porážce pouze tři muži. Zbylá hrstka Haladin, jejichž pánem se stal Haldirův syn Handir, byla nucena se po páté bitvě skrývat ve svém lese a bránit se narůstajícímu počtu skřetích nájezdů. V roce 496 byli brethilští muži skřety poraženi a s velkými ztrátami zahnáni zpět do svého lesa. V boji padl i vůdce Haladin Handir a na jeho místo nastoupil jeho syn Brandir Chromý. O rok později se do Brethilu dostal prokletý Túrin Turambar, který se snažil zapomenout na svou minulost a pomáhal lesnímu lidu bránit se proti Morgothovým služebníkům. Túrin si v Brethilu nevědomky vzal za ženu vlastní ztracenou sestru Nienor, které drak Glaurung vymazal kouzlem paměť. Glaurung byl nakonec Túrinem zabit, avšak před smrtí vrátil Nienor paměť, takže nešťastná dívka poté raději ukončila svůj život skokem do Teiglinské rokle. Šílený Túrin ze smrti Nienor obvinil Brandira, kterého zabil a následně spáchal sebevraždu. V Brethilu se zbytky lidu Haladin skrývali až do války hněvu a konce prvního věku. Po porážce Morgotha se přeživší připojili k ostatním Edain, kterým Valar věnovali ostrov Númenor. Brethil byl s pádem Thangorodrim stejně jako většina Beleriandu zatopen mořem.